# Travis Alabanza
Travis Alabanza (Bristol, 15 novembre 1996) est une personnalité britannique, artiste de scène et poète trans et non binaire qui vit à Londres. 

## Carrière
Alabanza publie pour la première fois en 2015 dans l'ouvrage Black and Gay in the UK Anthology, et débute la même année une tournée de son spectacle Stories of a Queer Brown Muddy Kid, présenté au Festival féministe international de Hambourg, à Late at Tate, à la Transmission Gallery.
En 2016, Alabanza joue dans une production de Putting Words in Your Mouth de Scottee (en), et commence une résidence à la Tate Britain (à l'âge de 21 ans, c'est la personne la plus jeune à avoir obtenu ce statut de résident). En 2017 débute son exposition personnelle, The Other'd Artist à la Transmission Gallery (en) de Glasgow. Son premier chapbook, intitulé Before I Step Outside (You love me) est une compilation d'art visuel, de poésie, d'entrées de journal et d'essais. Ses poèmes sont publiés. Son rôle principal dans l'adaptation théâtrale du film punk Jubilee de Derek Jarman est remarquée.
En 2018, son nouveau spectacle intitulé Burgerz, traite de l'absence de réaction de la foule après qu'une personne sur un pont de Londres lui a lancé un hamburger. Alabanza souhaite que le public quitte la salle en comprenant mieux ce que c'est que vivre en ayant à subir le racisme, la transphobie et l'homophobie. La tournée débute au Royaume-Uni du 19 octobre au 17 novembre 2018, puis se poursuit notamment au Fringe Festival d'Edinbourg 2019,, et à l'automne 2019.
En 2020, sa pièce Overflow est un monologue traitant de la sécurité des personnes trans dans les toilettes publiques.
Son ouvrage autobiographique paru en 2022, None of the Above, est structuré autour de sept phrases qui lui ont été  adressées - commençant par « alors, quand l'as-tu su ? » et se terminant par « c'est pour nous, bébé, pas pour eux ».

## Vie privée
Alabanza grandit dans un quartier populaire de Bristol et s'intéresse à l'art dès 16 ans, en réaction aux difficultés liées à son statut de personne queer et racisée. Alabanza écrit ses premiers poèmes sur son téléphone et ne décide de les rendre publics qu'après avoir été victime d'une agression transphobe. Alabanza commence des études de philosophie à Londres, avant d'embrasser sa carrière d'artiste.
En novembre 2017, Alabanza se voit refuser l'accès à une cabine pour femmes lors de ses achats dans un magasin Topshop à Manchester, alors même que la marque venait d'annoncer la mise en place d'une politique de cabines d'essayage non genrées. En 2016, Travis Alabanza avait déjà décrit aux journalistes de Dazed l'enjeu et la difficulté que représente l'accès aux vêtements féminins pour les femmes trans. Après l'incident Topshop, sa plainte devient virale sur les réseaux sociaux,. The Times réagit dans une chronique à charge, dans laquelle Janice Turner (en), notoirement opposée aux droits des trans, va jusqu'à faire le lien entre les droits des personnes trans et les abus sexuels sur enfants. Alabanza reçoit des menaces de mort.
Alabanza s'identifie comme personne racisée, de genre non conforme, et femme trans, préfère le pronom non genré they,, et s'engage pour les droits des personnes trans et dans les luttes intersectionnelles. Alabanza a pris position contre les mouvements féministes TERF leur reprochant de négliger les personnes trans et non binaires.

## Ouvrage
- Travis Alabanza, None of the Above: Reflections on Life Beyond the Binary, Canongate Books (en), 2022[23],[11].

## Prix
- 2019: « Total theatre award » du « best Emerging theatre » au Festival Fringe.